# Need for Speed: Underground
Need for Speed: Underground (укр. Жага швидкості: Підпілля; скор. NFSU) — сьома відеогра серії Need for Speed в жанрі автосимулятор. Розроблена EA Black Box, і видана Electronic Arts в 2003 році. Це перша гра серії, яка використовує технологію THX.
Underground перезавантажив франшизу, ігноруючи попередні ігри Need for Speed. Це перша гра в цій серії, в якій пропонувався режим кар'єри з сюжетною лінією, і режим гаража, який дозволяв гравцям повністю налаштовувати свої автомобілі з великою різноманітністю фірмових характеристик і візуальних поліпшень. Всі гонки Need for Speed: Underground відбуваються у вигаданому нічному місті під назвою Олімпік-Сіті, хоча місто має деяку схожість з реальними Нью-Йорком, Лос-Анджелесом і Сан-Франциско. У місті можна побачити деякі реально існуючі місця і пам'ятки, наприклад готель «Плаза», Емпайр-Стейт-Білдінг та інші. За сюжетом головний герой бореться за здобуття поваги, беручи участь у вуличних гонках, і намагається перевершити найкращого гонщика в місті — Едді. У грі присутні кілька різних типів гонок, кожен з яких має свої особливості. За перемогу в змаганнях заробляються очки стилю і готівкові гроші, а також відкриваються нові автомобілі та різноманітні деталі тюнінга і стайлінгу.
Ігрова преса позитивно зустріла Need for Speed: Underground. Рецензенти хвалили ігровий процес, графіку і музику, але критикували інтелект суперників. Underground стала комерційно успішною — всього було продано понад 15 мільйонів екземплярів гри. У 2004 році вийшов сиквел — Need for Speed: Underground 2.

## Ігровий процес

Перегони

### Основи
Основним режимом в грі є «Кар'єра», де гравець повинен брати участь в гонках різних типів: всього в даному режимі потрібно пройти 113 гонок. Перед гонкою гравець вибирає рівень складності (легкий, середній або важкий); чим більш високий обраний рівень складності, тим більше гравець отримає грошей за перемогу. За проходження гонок і за виконання маневрів на дорозі (занос, стрибок і так далі) гравець заробляє очки стилю. Після кожної гонки ці очки підраховуються в індикаторі стилю; при повному заповненні індикатора він спустошується і підраховує очки заново, а гравець в цьому випадку отримує нову деталь тюнінгу. Очки стилю зменшуються, якщо на трасі відбувається аварія за участю гравця і інших машин. Для участі в деяких гонках необхідно покращувати автомобіль за допомогою тюнінга. Під час гри також будуть зустрічатися гонки, в яких бере участь тільки гравець, і їх потрібно пройти за певний час, а в разі успіху гравець отримує унікальну деталь тюнінгу. Під час проходження гравцеві періодично доведеться брати участь в турнірах, які складаються з декількох гонок, в яких підраховуються очки; виграє учасник, який набере більше очок за проходження всіх гонок. Крім цього, автомобіль гравця будуть поміщати на обкладинках журналів; під час проходження будуть відкриватися нові автомобілі. В меню «Рейтинги» гравець може порівнювати свої результати гонок з іншими гонщиками міста. У грі також наявний режим «Швидка гонка», в якій гравець може налаштувати кількість кіл, суперників або трафік. У грі присутній мережевий режим через Інтернет до чотирьох гравців.

### Типи гонок
- Кільце — гравцеві потрібно змагатися з противниками на замкнутих трасах, що складаються з декількох кіл, мета — першим перетнути фінішну лінію на останньому колі.
- Вибуття — це також замкнуті траси з відмінністю, що учасник, який проїхав фінішну лінію останнім на кожному колі, вибуває з гонки; перемагає останній, що залишився в гонці.
- Спринт — траси незамкнені, мета — першим перетнути фінішну лінію.
- Дрифтинг — потрібно набирати очки, приводячи автомобіль в занос, причому якщо їхати поблизу від огорож, гравець отримує більше очок, але якщо торкнутися огорожі, то губляться набрані очки; мета — набрати більше очок, ніж у суперників.
- Драг-рейсинг — представлені прямі нетривалі траси, а гравцеві необхідно якомога точніше перемикати передачі — в кращому випадку повинен бути зелений індикатор на тахометрі, але якщо у гравця згоряє двигун (відбувається при дуже високих оборотах), або ж гравець врізається в об'єкти, або в інші машини, то програє; мета — першим перетнути фінішну лінію.

### Список автомобілів
- Acura RSX
- Dodge Neon
- Ford Focus
- Honda Civic
- Honda Integra Type R
- Honda S2000
- Hyundai Coupé
- Mazda MX-5
- Mazda RX-7
- Mitsubishi Eclipse
- Mitsubishi Lancer
- Nissan 240SX
- Nissan 350Z
- Nissan Sentra SE-R Spec-V
- Nissan Skyline
- Peugeot 206
- Subaru Impreza
- Toyota Celica
- Toyota Supra
- Volkswagen Golf GTI

### Список трас
Примітка: Кожна траса має зворотну версію (реверс), крім режиму «Дрифтинг».

#### Кільце
- Olympic Square
- Atlantica
- Inner City
- Stadium
- National Rail
- Market Street
- Terminal
- Port Royal

#### Спринт
- Liberty Gardens
- Broadway
- Lock up
- Bedard Bridge
- 1st Avenue Truck Stop
- 7th & Sparling
- 9th & Frey
- Spillway

#### Драг-рейсинг
- 14th and Vine Construction
- 14th and Vine
- Highway 1
- Main Street
- Main Street Construction
- Commercial

#### Дрифтинг
- Drift track [1-8]

#### Вибуття
- Траси аналогічні режиму «Кільце».

## Сюжет

### Дія
Гравець починає гру під час автогонки за кермом унікального Honda Integra типу R, з боді-комплектом Mantis, який легко перемагає своїх опонентів. Однак, це виявляється лише сном.
Саманта — подруга гравця в новому місті. Вона показує як працює консоль з гонками, хто є хто в місцевих підпільних перегонах, і висміює його стартовий автомобіль. Потім вона розповідає про Едді (і його оранжево-металевий Nissan Skyline) який є лідером Інсайдерів, і справжнім топ-гонщиком вулиць, та Мелісу — його дівчину. За правилами підпільних перегонів, перемога над місцевими гонщиками винагороджується дорогими запчастинами.
Час іде, гравець виграє гонку за гонкою і знайомитеся з ТіДжеем, який пропонує унікальні запчастини. Саманта робить те ж саме час від часу, пропонуючи замість цього унікальні візуальні модифікації.
Послідовні перемоги гравця не вражають Едді. По-перше, він знущається над майстерністю гравця, кажучи, що йому належить пройти довгий шлях, щоб «підкорити його вулиці». Пізніше гравець здобуває ажіотаж, який важко ігнорувати, тому Едді кидає йому виклик — перемогти Саманту в спринтерській гонці, перш ніж змагатися з ним. У цей час Саманта обладнує свою Civic і намагається перемогти гравця, але врешті програє. ТіДжей забирає її розбиту машину собі.
Коли гравець наближається до досягнення № 1 у всіх видах гонок, Едді намагається знову позбутися свого суперника. Скоро гравець зустрічає ТіДжея в машині Саманти, перемагає його в гонці і повертає Саманті її машину, щоб загладити свою провину.
Після цього герой змагаєтеся з Едді. Коли Едді програє, а гравець тільки-но починає радіти своєму успіху, несподівано з'являється легендарний срібний Nissan 350Z, і втягує його в нову гонку. Той виграє й дізнається, що за кермом була Меліса. Отож, він стає найвидатнішим гонщиком у місті.

### Персонажі
| Герой   | Машина                               | Опис                         |
| ------- | ------------------------------------ | ---------------------------- |
| Саманта | Honda Civic                          | Подруга гравця               |
| Едді    | Nissan Skyline                       | Найкращий гонщик в місті     |
| Меліса  | Nissan 350Z                          | Дівчина Едді                 |
| Хосе    | Volkswagen Golf GTI                  | Майстер кільцевих гонок      |
| Клатч   | Dodge Neon                           | Майстер драг-рейсингу        |
| ТіДжей  | Honda Civic, одержана від Саманти    | Механік Едді                 |
| Курт    | Acura RSX Mazda RX-7                 | Найкращий в кільцевих гонках |
| Чад     | Toyota Celica Honda S2000            | Майстер спринта              |
| Тодд    | Mitsubishi Eclipse Mitsubishi Lancer | Майстер драг-рейсингу        |
| Дірт    | Nissan 240SX                         | Майстер дрифтинга            |

### Місце дії
Місто, в якому змагається гравець, згідно з вказівниками, розвішаними по вулицях, називається Олімпік-Сіті. Воно нагадує Нью-Йорк, Лос Анджелес і Сан-Франциско. Схожості з реальністю:
- Емпайр-Стейт-Білдінг
- Башта Банку США
- Центральний парк у Нью-Йорку
- Чайна-таун (Лос-Анджелес)
- Чайна-таун (Сан-Франциско)
- Бульвар Сансет
- Los Angeles River
- готель «Плаза».

## Події
| №   | Назва події                                  | Тип гонки      | Траса                                             | Кількість кіл/довжина | Винагорода за 1-ше місце | Винагорода за 1-ше місце | Винагорода за 1-ше місце | Вимога для розблокування |
| №   | Назва події                                  | Тип гонки      | Траса                                             | Кількість кіл/довжина | Легкий                   | Нормальний               | Складний                 | Вимога для розблокування |
| --- | -------------------------------------------- | -------------- | ------------------------------------------------- | --------------------- | ------------------------ | ------------------------ | ------------------------ | ------------------------ |
| 0   | Вступ                                        | кільцева       | Olympic Square                                    | 2 кола                | 10 000 очок              | 10 000 очок              | 10 000 очок              |                          |
| 1   | Хосе за тебе                                 | кільцева       | Olympic Square                                    | 2 кола                | 375 очок                 | 500 очок                 | 625 очок                 |                          |
| 2   | Останнім є тухле яйце                        | спринт         | Liberty Gardens                                   | 4,3 км                | 375 очок                 | 500 очок                 | 625 очок                 |                          |
| 3   | Це все про стиль і витонченість              | дрифт          | Трек 1                                            | 4 кола                | 375 очок                 | 500 очок                 | 625 очок                 |                          |
| 4   | Ідеальна передача                            | драг           | 14th and Vine (реверс)                            |                       | 375 очок                 | 500 очок                 | 625 очок                 |                          |
| 5   | Останнє місце - погане місце для перебування | вибування      | Olympic Square (реверс)                           | 3 кола                | 375 очок                 | 500 очок                 | 625 очок                 |                          |
| 6   | Турнір новачків                              | кільцева       | Olympic Square                                    | 2 кола                | 3750 очок                | 5000 очок                | 6250 очок                | Виграти події 1-5        |
| 6   | Турнір новачків                              | кільцева       | Olympic Square (реверс)                           | 2 кола                | 3750 очок                | 5000 очок                | 6250 очок                | Виграти події 1-5        |
| 6   | Турнір новачків                              | кільцева       | Inner City                                        | 2 кола                | 3750 очок                | 5000 очок                | 6250 очок                | Виграти події 1-5        |
| 7   | Гонка на час Ті Джея                         | гонка на час   | Liberty Gardens                                   | 4,3 км                | 1:55 / 100 очок          | 1:45 / 125 очок          | 1:35 / 150 очок          | Виграти подію 6          |
| 8   | Atlantic Challenge                           | кільцева       | Atlantica                                         | 3 кола                | 525 очок                 | 750 очок                 | 900 очок                 | Виграти подію 7          |
| 9   | Усі йдуть, не з'являйтеся!                   | драг           | 14th and Vine (реверс)                            |                       | 3750 очок                | 5000 очок                | 6250 очок                | Виграти подію 8          |
| 9   | Усі йдуть, не з'являйтеся!                   | драг           | 14th and Vine                                     |                       | 3750 очок                | 5000 очок                | 6250 очок                | Виграти подію 8          |
| 9   | Усі йдуть, не з'являйтеся!                   | драг           | 14th and Vine Construction (реверс)               |                       | 3750 очок                | 5000 очок                | 6250 очок                | Виграти подію 8          |
| 10  | Олімпійське вибування                        | вибування      | Olympic Square (реверс)                           | 3 кола                | 525 очок                 | 750 очок                 | 900 очок                 | Виграти подію 9          |
| 11  | Кинь Клатча!                                 | драг           | Highway 1                                         |                       | 525 очок                 | 750 очок                 | 900 очок                 | Виграти подію 9          |
| 12  | Міська суєта                                 | спринт         | Broadway                                          | 6,4 км                | 525 очок                 | 750 очок                 | 900 очок                 | Виграти подію 9          |
| 13  | Time To Get Dirt-Y                           | дрифт          | Трек 2                                            | 4 кола                | 525 очок                 | 750 очок                 | 900 очок                 | Виграти подію 9          |
| 14  | Турнір в центрі міста                        | кільцева       | Inner City                                        | 4 кола                | 3750 очок                | 5000 очок                | 6250 очок                | Виграти події 10-13      |
| 14  | Турнір в центрі міста                        | кільцева       | Atlantica (реверс)                                | 4 кола                | 3750 очок                | 5000 очок                | 6250 очок                | Виграти події 10-13      |
| 14  | Турнір в центрі міста                        | кільцева       | Stadium                                           | 4 кола                | 3750 очок                | 5000 очок                | 6250 очок                | Виграти події 10-13      |
| 15  | Втеча з в'язниці                             | гонка на час   | Lock Up                                           | 7,5 км                | 2:52 / 100 очок          | 2:42 / 125 очок          | 2:32 / 150 очок          | Виграти подію 14         |
| 16  | Керівництво по стилю                         | кільцева       | Inner City (реверс)                               | 2 кола                | 200 очок                 | 250 очок                 | 300 очок                 | Виграти подію 15         |
| 17  | Нові діти в місті                            | драг           | 14th and Vine Construction (реверс)               |                       | 200 очок                 | 250 очок                 | 300 очок                 | Виграти подію 15         |
| 18  | Яскравий прийом                              | дрифт          | Трек 2                                            | 4 кола                | 200 очок                 | 250 очок                 | 300 очок                 | Виграти подію 15         |
| 19  | Єдиний шлях - це вгору                       | кільцева       | Market Street                                     | 3 кола                | 200 очок                 | 250 очок                 | 300 очок                 | Виграти подію 15         |
| 20  | Суботня вечірня поїздка                      | драг           | 14th and Vine (реверс)                            |                       | 3750 очок                | 5000 очок                | 6250 очок                | Виграти події 16-19      |
| 20  | Суботня вечірня поїздка                      | драг           | Highway 1                                         |                       | 3750 очок                | 5000 очок                | 6250 очок                | Виграти події 16-19      |
| 20  | Суботня вечірня поїздка                      | драг           | 14th and Vine Construction                        |                       | 3750 очок                | 5000 очок                | 6250 очок                | Виграти події 16-19      |
| 20  | Суботня вечірня поїздка                      | драг           | Main Street                                       |                       | 3750 очок                | 5000 очок                | 6250 очок                | Виграти події 16-19      |
| 21  | Час перевірки кишківника                     | драг           | 14th and Vine Construction                        |                       | 200 очок                 | 250 очок                 | 300 очок                 | Виграти подію 20         |
| 22  | Спринт-змагання                              | спринт         | Broadway                                          | 6,4 км                | 200 очок                 | 250 очок                 | 300 очок                 | Виграти подію 20         |
| 23  | Сталевий спринт                              | спринт         | Lock Up                                           | 7,5 км                | 225 очок                 | 300 очок                 | 375 очок                 | Виграти події 21-22      |
| 24  | Один втрачений, залишилося два               | вибування      | Inner City (реверс)                               | 3 кола                | 225 очок                 | 300 очок                 | 375 очок                 | Виграти події 21-22      |
| 25  | Трохи бруду не зашкодить                     | дрифт          | Трек 3                                            | 4 кола                | 200 очок                 | 250 очок                 | 300 очок                 | Виграти події 23-24      |
| 26  | Тримайте їх                                  | гонка на час   | 9th & Frey                                        | 7,5 км                | 2:50 / 100 очок          | 2:36 / 125 очок          | 2:24 / 150 очок          | Виграти подію 25         |
| 27  | В не тому місці, у той час                   | спринт         | Bedard Bridge                                     | 7 км                  | 225 очок                 | 300 очок                 | 375 очок                 | Виграти подію 26         |
| 28  | Голосно і гордо                              | дрифт          | Трек 4                                            | 4 кола                | 225 очок                 | 300 очок                 | 375 очок                 | Виграти подію 26         |
| 29  | Звіт про розвідку                            | драг           | 14th and Vine Construction (реверс)               |                       | 225 очок                 | 300 очок                 | 375 очок                 | Виграти подію 26         |
| 30  | Мертвий спокій                               | кільцева       | Olympic Square (реверс)                           | 2 кола                | 3750 очок                | 5000 очок                | 6250 очок                | Виграти події 27-29      |
| 30  | Мертвий спокій                               | кільцева       | National Rail                                     | 2 кола                | 3750 очок                | 5000 очок                | 6250 очок                | Виграти події 27-29      |
| 30  | Мертвий спокій                               | кільцева       | Stadium                                           | 2 кола                | 3750 очок                | 5000 очок                | 6250 очок                | Виграти події 27-29      |
| 31  | Неперевершено!                               | вибування      | Atlantica                                         | 3 кола                | 225 очок                 | 300 очок                 | 375 очок                 | Виграти подію 30         |
| 32  | Світ болю                                    | кільцева       | National Rail                                     | 3 кола                | 225 очок                 | 300 очок                 | 375 очок                 | Виграти подію 30         |
| 33  | Дрифт до дев'ятки                            | дрифт          | Трек 3                                            | 4 кола                | 150 очок                 | 200 очок                 | 250 очок                 | Виграти події 31-32      |
| 34  | Спляча перестрілка                           | спринт         | 9th & Frey                                        | 7,5 км                | 225 очок                 | 300 очок                 | 375 очок                 | Виграти подію 33         |
| 35  | Заробіть свої смуги                          | кільцева       | Inner City (реверс)                               | 6 кіл                 | 225 очок                 | 300 очок                 | 375 очок                 | Виграти подію 33         |
| 36  | Для дам                                      | драг           | Main Street                                       |                       | 150 очок                 | 200 очок                 | 250 очок                 | Виграти події 34-35      |
| 37  | Без кохання від Курта                        | кільцева       | Atlantica (реверс)                                | 6 кіл                 | 225 очок                 | 300 очок                 | 375 очок                 | Виграти подію 36         |
| 38  | Дрифт-подія Import Tuner                     | дрифт          | Трек 3                                            | 4 кола                | 3750 очок                | 5000 очок                | 6250 очок                | Виграти подію 37         |
| 38  | Дрифт-подія Import Tuner                     | дрифт          | Трек 4                                            | 4 кола                | 3750 очок                | 5000 очок                | 6250 очок                | Виграти подію 37         |
| 38  | Дрифт-подія Import Tuner                     | дрифт          | Трек 5                                            | 4 кола                | 3750 очок                | 5000 очок                | 6250 очок                | Виграти подію 37         |
| 39  | Вибування в Inner City                       | вибування      | Inner City (реверс)                               | 3 кола                | 225 очок                 | 300 очок                 | 375 очок                 | Виграти подію 38         |
| 40  | Гра в спойлер                                | дрифт          | Трек 4                                            | 4 кола                | 225 очок                 | 300 очок                 | 375 очок                 | Виграти подію 38         |
| 41  | Crosstown Dash                               | спринт         | Broadway                                          | 6,4 км                | 225 очок                 | 300 очок                 | 375 очок                 | Виграти подію 38         |
| 42  | Новий мускул у місті                         | драг           | Highway 1                                         |                       | 225 очок                 | 300 очок                 | 375 очок                 | Виграти події 39-41      |
| 43  | Там, де дим, там і...                        | спринт         | Lock Up                                           | 7,5 км                | 300 очок                 | 400 очок                 | 500 очок                 | Виграти подію 42         |
| 44  | Отримати боком                               | дрифт          | Трек 5                                            | 4 кола                | 300 очок                 | 400 очок                 | 500 очок                 | Виграти подію 42         |
| 45  | Ніяк, Хосе                                   | кільцева, дует | National Rail (реверс)                            | 3 кола                | 300 очок                 | 400 очок                 | 500 очок                 | Виграти подію 42         |
| 46  | Подвійний Клатч                              | драг           | 14th and Vine Construction                        |                       | 300 очок                 | 400 очок                 | 500 очок                 | Виграти події 43-45      |
| 47  | Blue Light Special                           | гонка на час   | Broadway                                          | 6,4 км                | 2:16 / 100 очок          | 2:08 / 125 очок          | 2:00 / 150 очок          | Виграти подію 46         |
| 48  | Зрозумійте суть!                             | кільцева       | Olympic Square                                    | 2 кола                | 3750 очок                | 5000 очок                | 6250 очок                | Виграти подію 47         |
| 48  | Зрозумійте суть!                             | кільцева       | Inner City                                        | 2 кола                | 3750 очок                | 5000 очок                | 6250 очок                | Виграти подію 47         |
| 48  | Зрозумійте суть!                             | кільцева       | Atlantica                                         | 2 кола                | 3750 очок                | 5000 очок                | 6250 очок                | Виграти подію 47         |
| 49  | Вибування на National Rail                   | вибування      | National Rail                                     | 3 кола                | 300 очок                 | 400 очок                 | 500 очок                 | Виграти подію 48         |
| 50  | Легке ковзання                               | дрифт          | Трек 3                                            | 4 кола                | 300 очок                 | 400 очок                 | 500 очок                 | Виграти подію 48         |
| 51  | Будьте щирими                                | драг           | 14th and Vine                                     |                       | 375 очок                 | 500 очок                 | 625 очок                 | Виграти події 49-50      |
| 52  | Щаслива сімка                                | кільцева       | Atlantica                                         | 2 кола                | 300 очок                 | 400 очок                 | 500 очок                 | Виграти події 49-50      |
| 53  | Іди, Хосе                                    | кільцева       | Inner City (реверс)                               | 2 кола                | 375 очок                 | 500 очок                 | 625 очок                 | Виграти події 51-52      |
| 54  | Божевільний ривок                            | спринт         | 9th & Frey                                        | 7,5 км                | 375 очок                 | 500 очок                 | 625 очок                 | Виграти події 51-52      |
| 55  | Всі очі на вас                               | драг           | Main Street (реверс)                              |                       | 300 очок                 | 400 очок                 | 500 очок                 | Виграти події 51-52      |
| 56  | Викинь цей хвіст                             | дрифт          | Трек 5                                            | 4 кола                | 375 очок                 | 500 очок                 | 625 очок                 | Виграти події 53-55      |
| 57  | Чад повернувся                               | спринт         | Bedard Bridge                                     | 7 км                  | 300 очок                 | 400 очок                 | 500 очок                 | Виграти події 53-55      |
| 58  | А потім був один                             | вибування      | National Rail (реверс)                            | 3 кола                | 450 очок                 | 600 очок                 | 750 очок                 | Виграти події 53-55      |
| 59  | Товариське змагання                          | кільцева       | Stadium (реверс)                                  | 4 кола                | 375 очок                 | 500 очок                 | 625 очок                 | Виграти події 56-58      |
| 60  | Яскраве світло, великий спойлер              | вибування      | Inner City                                        | 3 кола                | 750 очок                 | 1000 очок                | 1250 очок                | Виграти подію 59         |
| 61  | Стадіонний спринт                            | спринт         | 9th & Frey                                        | 7,5 км                | 750 очок                 | 1000 очок                | 1250 очок                | Виграти подію 59         |
| 62  | Сяй, дитинко, сяй!                           | драг           | Main Street                                       |                       | 750 очок                 | 1000 очок                | 1250 очок                | Виграти подію 59         |
| 63  | Прямо вгору                                  | драг           | 14th and Vine Construction (реверс)               |                       | 1125 очок                | 1500 очок                | 1875 очок                | Виграти подію 59         |
| 64  | Вільний стиль                                | дрифт          | Трек 4                                            | 4 кола                | 1125 очок                | 1500 очок                | 1875 очок                | Виграти подію 59         |
| 65  | Манія дрифту                                 | дрифт          | Трек 6                                            | 4 кола                | 1500 очок                | 2000 очок                | 2500 очок                | Виграти події 60-64      |
| 66  | Спринт-турнір Art Center                     | спринт         | Broadway                                          | 6,4 км                | 3750 очок                | 5000 очок                | 6250 очок                | Виграти подію 65         |
| 66  | Спринт-турнір Art Center                     | спринт         | 9th & Frey                                        | 7,5 км                | 3750 очок                | 5000 очок                | 6250 очок                | Виграти подію 65         |
| 66  | Спринт-турнір Art Center                     | спринт         | Lock Up                                           | 7,5 км                | 3750 очок                | 5000 очок                | 6250 очок                | Виграти подію 65         |
| 67  | Законно                                      | спринт         | Lock Up                                           | 7,5 км                | 1875 очок                | 2500 очок                | 3125 очок                | Виграти подію 66         |
| 68  | Глуха ніч                                    | гонка на час   | Bedard Bridge                                     | 7 км                  | 2:27 / 1875 очок         | 2:17 / 2500 очок         | 2:07 / 3125 очок         | Виграти подію 67         |
| 69  | Година пік                                   | кільцева       | National Rail                                     | 3 кола                | 3750 очок                | 5000 очок                | 6250 очок                | Виграти подію 68         |
| 69  | Година пік                                   | кільцева       | Atlantica (реверс)                                | 3 кола                | 3750 очок                | 5000 очок                | 6250 очок                | Виграти подію 68         |
| 69  | Година пік                                   | кільцева       | Stadium                                           | 4 кола                | 3750 очок                | 5000 очок                | 6250 очок                | Виграти подію 68         |
| 70  | Mano e Mano                                  | драг           | Main Street Construction                          |                       | 450 очок                 | 600 очок                 | 750 очок                 | Виграти подію 69         |
| 71  | Хто має витривалість?                        | кільцева       | Terminal                                          | 6 кіл                 | 450 очок                 | 600 очок                 | 750 очок                 | Виграти подію 69         |
| 72  | Draw Bridge Blitz                            | вибування      | Market Street                                     | 3 кола                | 450 очок                 | 600 очок                 | 750 очок                 | Виграти подію 69         |
| 73  | Дрифт за п'ятірку                            | дрифт          | Трек 4                                            | 4 кола                | 450 очок                 | 600 очок                 | 750 очок                 | Виграти події 70-72      |
| 74  | Пізня нічна гонка                            | спринт         | Spillway                                          | 8 км                  | 450 очок                 | 600 очок                 | 750 очок                 | Виграти події 70-72      |
| 75  | Bring It                                     | кільцева       | National Rail (реверс)                            | 5 кіл                 | 450 очок                 | 600 очок                 | 750 очок                 | Виграти події 70-72      |
| 76  | Настав час Клатча                            | драг           | Main Street (реверс)                              |                       | 450 очок                 | 600 очок                 | 750 очок                 | Виграти події 73-75      |
| 77  | Велике дражнення Саманти                     | гонка на час   | Spillway                                          | 8 км                  | 2:39 / 100 очок          | 2:23 / 125 очок          | 2:16 / 150 очок          | Виграти подію 76         |
| 78  | Друзів легко завести, а легше втратити       | спринт, дует   | 1st Ave Truck Stop                                | 6,1 км                | 2000 очок                | 4000 очок                | 6000 очок                | Виграти подію 77         |
| 79  | Насолоджуйтесь панорамою міста               | драг           | Main Street                                       |                       | 1000 очок                | 2000 очок                | 3000 очок                | Виграти подію 78         |
| 80  | Перші спроби                                 | драг           | Main Street Construction                          |                       | 6000 очок                | 8000 очок                | 10 000 очок              | Виграти подію 79         |
| 80  | Перші спроби                                 | драг           | Main Street Construction (реверс)                 |                       | 6000 очок                | 8000 очок                | 10 000 очок              | Виграти подію 79         |
| 80  | Перші спроби                                 | драг           | Main Street Construction (віддзеркалення)         |                       | 6000 очок                | 8000 очок                | 10 000 очок              | Виграти подію 79         |
| 80  | Перші спроби                                 | драг           | Main Street Construction (віддзеркалення, реверс) |                       | 6000 очок                | 8000 очок                | 10 000 очок              | Виграти подію 79         |
| 81  | Кругом і кругом ми йдемо                     | кільцева       | Terminal                                          | 4 кола                | 900 очок                 | 1200 очок                | 1500 очок                | Виграти подію 80         |
| 82  | Рухаючись вгору                              | спринт         | 1st Ave Truck Stop                                | 6,1 км                | 1125 очок                | 1500 очок                | 1875 очок                | Виграти подію 80         |
| 83  | Перетягування                                | драг           | Commercial                                        |                       | 1125 очок                | 1500 очок                | 1875 очок                | Виграти подію 80         |
| 84  | Обійти питання                               | вибування      | Market Street (реверс)                            | 3 кола                | 900 очок                 | 1200 очок                | 1500 очок                | Виграти подію 80         |
| 85  | Високий профіль                              | дрифт          | Трек 6                                            | 4 кола                | 1125 очок                | 1500 очок                | 1875 очок                | Виграти події 81-84      |
| 86  | Четверо грають                               | кільцева       | Terminal (реверс)                                 | 4 кола                | 1125 очок                | 1500 очок                | 1875 очок                | Виграти події 81-84      |
| 87  | Топ-3                                        | драг           | 14th and Vine                                     |                       | 1500 очок                | 2000 очок                | 2500 очок                | Виграти події 85-86      |
| 88  | Три-Три-Три                                  | кільцева       | Terminal                                          | 3 кола                | 1500 очок                | 2000 очок                | 2500 очок                | Виграти події 85-86      |
| 89  | Капоти слизькі, коли мокрі                   | дрифт          | Трек 7                                            | 4 кола                | 900 очок                 | 1200 очок                | 1500 очок                | Виграти події 85-86      |
| 90  | Особливі переваги                            | вибування      | Port Royal                                        | 3 кола                | 1125 очок                | 1500 очок                | 1875 очок                | Виграти події 87-89      |
| 91  | Загін Едді, ч. 1                             | кільцева       | Stadium (реверс)                                  | 3 кола                | 3750 очок                | 5000 очок                | 6250 очок                | Виграти подію 90         |
| 91  | Загін Едді, ч. 1                             | кільцева       | Terminal (реверс)                                 | 3 кола                | 3750 очок                | 5000 очок                | 6250 очок                | Виграти подію 90         |
| 91  | Загін Едді, ч. 1                             | кільцева       | Port Royal (реверс)                               | 3 кола                | 3750 очок                | 5000 очок                | 6250 очок                | Виграти подію 90         |
| 92  | Дрифт-дуель                                  | дрифт          | Трек 7                                            | 4 кола                | 1500 очок                | 2000 очок                | 2500 очок                | Виграти подію 91         |
| 93  | Нова іграшка Чада                            | спринт         | 7th & Sparling                                    | 6,6 км                | 1125 очок                | 1500 очок                | 1875 очок                | Виграти подію 91         |
| 94  | У вогонь                                     | спринт         | 1st Ave Truck Stop                                | 6,1 км                | 1500 очок                | 2000 очок                | 2500 очок                | Виграти події 92-93      |
| 95  | Вбивча поїздка Курта                         | кільцева       | Market Street (реверс)                            | 6 кіл                 | 750 очок                 | 1000 очок                | 1250 очок                | Виграти подію 94         |
| 96  | Модифікації до максимуму                     | гонка на час   | 7th & Sparling                                    | 6,6 км                | 2:37 / 100 очок          | 2:17 / 125 очок          | 1:57 / 150 очок          | Виграти подію 95         |
| 97  | Draggin' Slayer                              | драг           | Commercial (реверс)                               |                       | 2250 очок                | 3000 очок                | 3750 очок                | Виграти подію 96         |
| 98  | Очищення кола                                | кільцева       | Port Royal                                        | 6 кіл                 | 2250 очок                | 3000 очок                | 3750 очок                | Виграти подію 96         |
| 99  | Помилки коштують дорого                      | спринт         | Bedard Bridge                                     | 7 км                  | 2250 очок                | 3000 очок                | 3750 очок                | Виграти подію 96         |
| 100 | Додаткова подача                             | спринт         | 9th & Frey                                        | 7,5 км                | 1125 очок                | 1500 очок                | 1875 очок                | Виграти події 97-99      |
| 101 | Загін Едді, ч. 2                             | спринт         | Bedard Bridge                                     | 7 км                  | 6000 очок                | 8000 очок                | 10 000 очок              | Виграти подію 100        |
| 101 | Загін Едді, ч. 2                             | спринт         | Spillway                                          | 8 км                  | 6000 очок                | 8000 очок                | 10 000 очок              | Виграти подію 100        |
| 101 | Загін Едді, ч. 2                             | спринт         | Broadway                                          | 6,4 км                | 6000 очок                | 8000 очок                | 10 000 очок              | Виграти подію 100        |
| 102 | Найжорсткіший і найгрубіший                  | вибування      | Market Street                                     | 3 кола                | 750 очок                 | 1000 очок                | 1250 очок                | Виграти подію 101        |
| 103 | Вулична траса на витривалість                | кільцева       | Terminal                                          | 7 кіл                 | 750 очок                 | 1000 очок                | 1250 очок                | Виграти подію 101        |
| 104 | Диявол дрифту                                | дрифт          | Трек 8                                            | 4 кола                | 2250 очок                | 3000 очок                | 3750 очок                | Виграти події 102-103    |
| 105 | Драг на роторному двигуні                    | драг           | Main Street (реверс)                              |                       | 750 очок                 | 1000 очок                | 1250 очок                | Виграти подію 104        |
| 106 | Гонщик № 1                                   | кільцева, дует | Port Royal (реверс)                               | 3 кола                | 3750 очок                | 5000 очок                | 6250 очок                | Виграти подію 105        |
| 107 | Король драгу                                 | драг           | Highway 1 (реверс)                                |                       | 3750 очок                | 5000 очок                | 6250 очок                | Виграти подію 105        |
| 108 | Чемпіон з дрифту                             | дрифт          | Трек 8                                            | 4 кола                | 3750 очок                | 5000 очок                | 6250 очок                | Виграти подію 105        |
| 109 | Перевага в спринті                           | спринт         | 7th & Sparling                                    | 6,6 км                | 3750 очок                | 5000 очок                | 6250 очок                | Виграти подію 105        |
| 110 | Добрий самарянин                             | кільцева, дует | Port Royal (реверс)                               | 5 кіл                 | 7500 очок                | 10 000 очок              | 12 500 очок              | Виграти події 106-109    |
| 111 | Гнів Едді                                    | спринт, дует   | 1st Ave Truck Stop                                | 6,1 км                | 7500 очок                | 10 000 очок              | 12 500 очок              | Виграти подію 110        |
| 112 | Легенда вулиці                               | кільцева, дует | Market Street                                     | 4 кола                | 7500 очок                | 10 000 очок              | 12 500 очок              | Виграти подію 111        |

## Музика
У створенні оригінального музичного супроводу Need for Speed: Underground брав участь композитор Джим Летем, треки якого можна чути під час перегляду внутрішньоігрового відео. Саундтрек гри виконаний в жанрах рок, реп і техно і включає в себе композиції від відомих виконавців, таких як The Crystal Method («Born Too Slow»), Rob Zombie («Two-Lane Blacktop»), Static-X («The Only»), Junkie XL («Action Radius»), Lil Jon & the Eastside Boyz («Get Low») та багатьох інших; деякими з них були записані ексклюзивні треки спеціально для Need for Speed: Underground. Саундтрек гри ліцензований під лейблом EA Trax. В налаштуваннях музики є можливість переключити випадкове або послідовне відтворення композицій саундтреку, а також включити їх програвання в гонках або в меню, або ж відключити зовсім.
19 грудня 2006 року під лейблом E.A.R.S вийшов альбом Need for Speed: Underground Original Music Score в цифровому виданні, що включає в себе 10 треків оригінальної музики Джима Летема з гри. Композиції з Need for Speed: Underground пізніше увійшли до офіційного альбом The Music of EA Games Box Set (2007), а також в оновлення «Legends» для гри Need for Speed 2015 року.
Музичний супровід Need for Speed: Underground отримав безліч позитивних відгуків критиків. Оглядач сайту IGN добре відгукнувся про музику, похваливши «відмінний саундтрек зі стилем і різноманітністю». Критик з GameSpot зазначив, що музика виразно відповідає темі гри і досить різноманітна. Журналіст з Game Informer охарактеризував саундтрек як «вбивчий». Захоплений відгук про музику Need for Speed: Underground залишив представник російського журналу «Ігроманія»: «Запаморочливі мікси, відмінні хіп-хоп композиції і метал якимось неймовірним чином органічно поєднуються і чудово вписуються в гру».
| Список пісень що звучать у грі | Список пісень що звучать у грі  |
| Виконавець                     | Пісня                           |
| ------------------------------ | ------------------------------- |
| Overseer                       | «Doomsday»                      |
| The Crystal Method             | «Born Too Slow»                 |
| Rancid                         | «Out of Control»                |
| Rob Zombie                     | «Two-Lane Blacktop»             |
| BT                             | «Kimosabe»                      |
| Static-X                       | «The Only»                      |
| Element Eighty                 | «Broken Promises»               |
| Asian Dub Foundation           | «Fortress Europe»               |
| Hotwire                        | «Invisible»                     |
| Story of the Year              | «And the Hero Will Drown»       |
| Andy Hunter                    | «The Wonders of You»            |
| Junkie XL                      | «Action Radius»                 |
| Fuel                           | «Quarter»                       |
| Jerk                           | «Sucked In»                     |
| Fluke                          | «Snapshot»                      |
| Lostprophets                   | «Ride»                          |
| Overseer                       | «Supermoves»                    |
| FC Kahuna                      | «Glitterball»                   |
| Blindside                      | «Swallow»                       |
| Lil Jon & the Eastside Boyz    | «Get Low»                       |
| Mystikal                       | «Smashing the Gas (Get Faster)» |
| Dilated Peoples                | «Who's Who»                     |
| Nate Dogg                      | «Keep It Comin»                 |
| X-ecutioners                   | «Body Rock»                     |
| Petey Pablo                    | «Need For Speed»                |
| T.I.                           | «24's»                          |